# Aretas Akers-Douglas (1. wicehrabia Chilston)
Aretas Akers-Douglas (ur. 21 października 1851 w West Malling w Kencie, zm. 15 stycznia 1926 w Londynie) – brytyjski polityk, członek Partii Konserwatywnej, minister w rządach lorda Salisbury’ego i Arthura Balfoura.
Urodził się jako "Aretas Akers". Człon "Douglas" przyjął w 1875 r. na życzenie wyrażone w testamencie krewnego. Wykształcenie odebrał w Eton College oraz w University College na Uniwersytecie Oksfordzkim. W 1875 r. rozpoczął praktykę adwokacką.
W 1880 r. został wybrany do Izby Gmin jako reprezentant okręgu East Kent. Od 1885 r. reprezentował okręg wyborczy St Augustine's. W 1883 r. został whipem Partii Konserwatywnej. W 1885 r. został parlamentarnym sekretarzem skarbu. Stanowisko to sprawował do 1892 r., z kilkumiesięczną przerwą w 1886 r. W 1895 r. został członkiem gabinetu jako pierwszy komisarz ds. prac publicznych. W latach 1902–1905 był ministrem spraw wewnętrznych.
Akers-Douglas zasiadał w Izbie Gmin do 1911 r., kiedy to otrzymał tytuły wicehrabiego Chilston i barona Douglas of Baads, dzięki którym uzyskał miejsce w Izbie Lordów. Podczas I wojny światowej był dyrektorem regionalnego oddziału Brytyjskiego Towarzystwa Czerwonego Krzyża. Za działalność podczas wojny otrzymał w 1920 r. Krzyż Wielki Orderu Imperium Brytyjskiego.
Zmarł w 1926 r. i został pochowany w Boughton Malherbe w hrabstwie Kent. Tytuły parowskiego odziedziczył jego syn, Aretas.